# 曹珩 (潛江知縣)
曹珩（？年—？年），貴州石阡府（今貴州省石阡县）人。明朝政治人物。

## 生平
萬曆十年（1582年），曹珩以石阡府學生中式壬午科貴州鄉試舉人，治《春秋》。官湖廣潛江縣知縣，有廉能名聲。清乾隆《貴州通志》有傳。